# Jorge Dubost
Óscar Jorge Dubost Herrera (Iquique, Región de Tarapacá, Chile, 14 de marzo de 1929 - Valparaíso, Región de Valparaíso, Chile, 9 de octubre de 2007) fue un futbolista chileno. Jugaba de mediocampista.
Destaca por haber jugado toda su carrera en el Santiago Wanderers donde permaneció activo por catorce años llegando a disputar más de trecientos partidos ganando el apodo de "Gran Capitán" por parte de sus compañeros de equipo siendo además uno de los jugadores más exitosos de la historia del club con cuatro subcampeonatos y tres títulos obtenidos.

## Trayectoria
Hijo de un gobernador del Departamento de Pisagua llegaría a vivir a Valparaíso donde comenzaría jugando de manera amateur primero "Alianza" del Cerro Cordillera y luego pasaría al "Mariposa" perteneciente al cerro homónimo donde sería captado por Santiago Wanderers a sus dieciséis años invitándolo a probarse en el equipo reserva.
Luego de jugar cuatro partidos en el equipo reserva de Santiago Wanderers firmaría su primer contrato a fines de 1948 para ser parte del plantel de 1949 teniendo luego una gira al sur de Chile donde sería colocado en diferentes posiciones del campo. Su debut oficial por el primer equipo se daría en la primera fecha del Campeonato de Apertura de Chile 1949 frente a Badminton en un triunfo por cinco goles contra dos jugado en Valparaíso iniciando como titular.
En su primera temporada sería pieza regular del primer subcampeonato de su equipo manteniendo su condición de titular durante los años venideros ganando además la capitanía del equipo, sin embargo en el campeonato 1958 tendría participaciones intermitentes pero recuperando el liderazgo en cancha para poder levantar la copa que obtendría por primera vez Santiago Wanderers.
Después de ganar por primera vez un título oficial volvería a ganar dos campeonatos pero esta vez las Copa Chile 1959 y Copa Chile 1961 perdiendo terreno ya para 1963 donde tan solo jugaría tres partidos siendo esta su última temporada en el profesionalismo.

## Selección nacional
Fue convocado a la Selección de fútbol de Chile que disputó la Copa Bernardo O'Higgins en su primera versión durante 1955 en Brasil pero no llegaría a debutar de manera oficial.

## Estadísticas

### Clubes
| Club                       | Div.          | Temporada     | Liga  | Liga  | Copas nacionales | Copas nacionales | Torneos internacionales | Torneos internacionales | Total | Total |
| Club                       | Div.          | Temporada     | Part. | Goles | Part.            | Goles            | Part.                   | Goles                   | Part. | Goles |
| -------------------------- | ------------- | ------------- | ----- | ----- | ---------------- | ---------------- | ----------------------- | ----------------------- | ----- | ----- |
| Santiago Wanderers · Chile | 1ª            | 1949          | 20    | 0     | 5                | 0                | —                       | —                       | 25    | 0     |
| Santiago Wanderers · Chile | 1ª            | 1950          | 21    | 0     | 3                | 0                | —                       | —                       | 24    | 0     |
| Santiago Wanderers · Chile | 1ª            | 1951          | 7     | 0     | —                | —                | —                       | —                       | 7     | 0     |
| Santiago Wanderers · Chile | 1ª            | 1952          | 33    | 1     | —                | —                | —                       | —                       | 33    | 1     |
| Santiago Wanderers · Chile | 1ª            | 1953          | 15    | 0     | —                | —                | —                       | —                       | 15    | 0     |
| Santiago Wanderers · Chile | 1ª            | 1954          | 29    | 0     | —                | —                | —                       | —                       | 29    | 0     |
| Santiago Wanderers · Chile | 1ª            | 1955          | 31    | 0     | —                | —                | —                       | —                       | 31    | 0     |
| Santiago Wanderers · Chile | 1ª            | 1956          | 25    | 0     | —                | —                | —                       | —                       | 25    | 0     |
| Santiago Wanderers · Chile | 1ª            | 1957          | 24    | 0     | —                | —                | —                       | —                       | 24    | 0     |
| Santiago Wanderers · Chile | 1ª            | 1958          | 11    | 0     | —                | —                | —                       | —                       | 11    | 0     |
| Santiago Wanderers · Chile | 1ª            | 1959          | 26    | 0     | 5                | 0                | —                       | —                       | 31    | 0     |
| Santiago Wanderers · Chile | 1ª            | 1960          | 3     | 0     | —                | —                | —                       | —                       | 3     | 0     |
| Santiago Wanderers · Chile | 1ª            | 1961          | 13    | 0     | 8                | 0                | —                       | —                       | 21    | 0     |
| Santiago Wanderers · Chile | 1ª            | 1962          | 28    | 1     | 4                | 0                | —                       | —                       | 32    | 1     |
| Santiago Wanderers · Chile | 1ª            | 1963          | 3     | 0     | —                | —                | —                       | —                       | 3     | 0     |
| Santiago Wanderers · Chile | Total club    | Total club    | 289   | 2     | 25               | 0                | 0                       | 0                       | 314   | 2     |
| Total carrera              | Total carrera | Total carrera | 289   | 2     | 25               | 0                | 0                       | 0                       | 314   | 2     |
| 1. 2.                      |               |               |       |       |                  |                  |                         |                         |       |       |

### Resumen estadístico
| Competición            | Partidos | Goles |
| ---------------------- | -------- | ----- |
| Primera División       | 289      | 2     |
| Campeonato de Apertura | 8        | 0     |
| Copa Chile             | 17       | 0     |
| Total                  | 314      | 2     |

## Palmarés

### Campeonatos nacionales
| Título           | Club               | País  | Año  |
| ---------------- | ------------------ | ----- | ---- |
| Primera División | Santiago Wanderers | Chile | 1958 |
| Copa Chile       | Santiago Wanderers | Chile | 1959 |
| Copa Chile       | Santiago Wanderers | Chile | 1961 |